# Armin Wertz
Armin Wertz (* 31. August 1945 in Friedrichshafen; † 28. Februar 2020 in Fourmies, Frankreich) war ein deutscher Autor und Journalist.

## Leben
Wertz studierte Volkswirtschaft an der Freien Universität Berlin. Von 1976 bis 1979 arbeitete er in der Nachrichtenredaktion des Stern. Zwischen 1980 und 1982 war er als Freelancer in Mexiko und Mittelamerika tätig. Von 1983 bis 1985 arbeitete er als Redakteur im Auslandsressort des Spiegel. Von 1986 an berichtete er als Auslandskorrespondent zunächst drei Jahre für den Spiegel und anschließend zwei Jahre für die Frankfurter Rundschau aus Mexiko, Mittelamerika und der Karibik. 1991 wechselte er im Auftrag der Frankfurter Rundschau sowie des Tages-Anzeigers (Zürich) als Korrespondent nach Jerusalem. 1995, nach der Ermordung des israelischen Ministerpräsidenten Jitzchak Rabin, gab er den Posten auf und kehrte für 18 Monate nach Mexiko zurück. 1997 bereiste er Ost- und Südafrika, ehe er im März 1998 für die folgenden 16 Jahre als freier Journalist nach Südostasien ging.
Neben den erwähnten Blättern veröffentlichte er Artikel in taz, im Stern, in Die Zeit, im Tagesspiegel, Kölner Stadt-Anzeiger, Der Freitag, Standard, Titanic, El Mundo (Medellín), mare, Lettre International, Die Aktion, Far Eastern Economic Review (Hongkong), TEMPO English (Jakarta) und drehte mit dem TV-Kameramann Fritz Stachorowski (SWF) für die ARD die Dokumentarfilme: ‚Der Hungrigste ist der Beste – Boxen in Mexiko‘, ‚Das Licht und der Schatten‘ über den mexikanischen Filmkameramann Gabriel Figueroa sowie ‚Erinnerungen an John Wayne‘.

### Überfallene Journalisten in El Salvador 1982
Am Nachmittag des 17. März 1982 fuhr Wertz ein Team des niederländischen TV-Senders IKON (Koos Koster, Jan Kuiper, Hans ter Laag, Joop Willemsen) in El Salvador zu einem zuvor vereinbarten Treffpunkt mit der Guerilla (Frente Popular de Liberación, FPL) in der Nordprovinz Chalatenango unweit der Ortschaft Santa Rita. Um 17.00 Uhr setzte er die Journalisten ab, die sich mit einer Guerillaeskorte von vier Mann auf den Weg machten, während Wertz nach San Salvador zurückfuhr. Der Führer der Eskorte hatte mit Wertz abgemacht, dass er die Kollegen am 21. März um 08.00 Uhr wieder am selben Ort abholen sollte. Am Morgen des nächsten Tages verbreitete sich die Nachricht, dass die Journalisten zusammen mit ihren einheimischen Begleitern in einem Hinterhalt der Armee erschossen worden waren. Wertz erfuhr von Kollegen, dass Soldaten in seiner Abwesenheit seine Unterkunft durchsucht hätten. Nach einer Warnung der US-Botschaft in San Salvador, sie habe Informationen, dass eine Todesschwadron auf ihn angesetzt sei, flog Wertz nach Managua. Im März 1993 veröffentlichte die „Comision de la Verdad para El Savador“ der Vereinten Nationen einen Untersuchungsbericht. Darin bestätigte die UN-Wahrheitsfindungskommission, dass die vier niederländischen Journalisten „in einem Hinterhalt, der vom Kommandeur der IV. Infanteriebrigade, Oberst Mario A. Reyes Mena, mit dem Wissen anderer Offiziere der El Paraíso-Kaserne auf der Grundlage von Informationen über die Anwesenheit der Journalisten geplant worden war, getötet wurden.“ Den Hinterhalt legte „eine Patrouille des Atonal-Bataillons unter dem Befehl von Unteroffizier Mario Canizales Espinoza.“

### Festnahme und Haft
2013 reiste er von Indonesien aus nach Syrien, von wo er für deutsche Medien sowie die in Singapur erscheinende Straits Times und die indonesische Wochenzeitschrift „TEMPO English“ berichten wollte. Im Mai 2013 wurde er in Aleppo zunächst im Hotel unter Hausarrest gestellt und nach wenigen Tagen in Polizeihaft überstellt. Wiederum zwei Wochen später wurde er in das unter Tage liegende Gefängnis der Sicherheitspolizei in Aleppo gebracht, wo er die meiste Zeit in einer dunklen Zelle in Einzelhaft gehalten wurde. Ihm wurde vorgeworfen, ohne Visum eingereist zu sein und ohne Genehmigung fotografiert zu haben. Wertz bestritt, fotografiert zu haben. Die Verhandlungen für seine Freilassung gestalteten sich schwierig, weil die deutsche Botschaft in Damaskus bereits geschlossen war. Nach fünf Monaten kam Wertz mit Hilfe der deutschen Regierung wieder frei.

## Werke
- Die verdammte Presse. Betzel, Nienburg 2003
- Tränen im Heiligen Land. Glaré, Frankfurt am Main 2003
- Sie sind viele, sie sind eins. Eine Einführung in die Geschichte Indonesiens Glaré, Frankfurt am Main 2009
- Die Weltbeherrscher: Militärische und geheimdienstliche Operationen der USA. Westend, Frankfurt am Main 2015